# Kepler-20 b
Kepler-20 b est une exoplanète en orbite autour de Kepler-20, une possible naine jaune de type spectral G5V, un peu plus froide et plus petite que le Soleil mais sensiblement plus âgée et de métallicité équivalente située à environ ∼ 929 a.l. (∼ 285 pc) du Système solaire dans la constellation de la Lyre. Au moins quatre autres corps ont été détectés autour de cette étoile à l'aide du télescope spatial Kepler par la méthode des transits : Kepler-20 c, d, e et f.
Avec une masse volumique d'environ 6,5 g·cm-3, Kepler-20 b serait une super-Terre d'environ 8,7 masses terrestres orbitant en 3,7 jours à environ 0,045 UA de son étoile parente, ce qui lui confèrerait une température d'équilibre moyenne d'environ 740 °C.